# Vuelta a Castilla y León
Die Vuelta a Castilla y León (dt. Kastilien-und-León-Rundfahrt) ist ein seit 1985 jährlich stattfindendes mehrtägiges Radsport-Etappenrennen (nicht zu verwechseln mit der Vuelta a Castilla, die von 1934 bis 1983 stattfand) in der spanischen Region Kastilien und León. Es wird seit 2021 in zwei Etappen ausgetragen und gehört zur UCI Europe Tour, wo es in die Kategorie 2.1 eingeteilt ist.

## Palmarès
| Jahr                     | Sieger                     | Zweiter                       | Dritter                |          |
| ------------------------ | -------------------------- | ----------------------------- | ---------------------- | -------- |
| Trofeo Castilla y León   |                            |                               |                        |          |
| 1985                     | Jesús Blanco Villar        | Federico Echave               | Miguel Ángel Iglesias  |          |
| 1986                     | Alfonso Gutiérrez          | Carlos Hernández Bailo        | Manuel Jorge Domínguez |          |
| 1987                     | Alfonso Gutiérrez          | Manuel Jorge Domínguez        | Antonio Esparza        |          |
| 1988                     | Reimund Dietzen            | Federico Echave               | Ángel Arroyo           |          |
| 1989                     | Federico Echave            | Peter Hilse                   | Luc Suykerbuyk         |          |
| 1990 nicht ausgetragen   |                            |                               |                        |          |
| 1991                     | José Luis Rodríguez García | Juan Carlos González Salvador | Alfonso Gutiérrez      |          |
| 1992                     | Asjat Mansurowitsch Saitow | Malcolm Elliott               | Ángel Edo              |          |
| 1993                     | Miguel Indurain            | Abraham Olano                 | Antonio Martín Velasco |          |
| 1994                     | Melchor Mauri              | Álvaro González de Galdeano   | Nico Emonds            |          |
| 1995                     | Santiago Blanco            | Aitor Garmendia               | Claus Michael Møller   |          |
| Vuelta a Castilla y León |                            |                               |                        |          |
| 1996                     | Andrea Peron               | Udo Bölts                     | Íñigo Cuesta           |          |
| 1997                     | Ángel Casero               | Laurent Jalabert              | Udo Bölts              |          |
| 1998                     | Aitor Garmendia            | Ángel Casero                  | Jan Ullrich            |          |
| 1999                     | Leonardo Piepoli           | Alberto Elli                  | Giuseppe Guerini       |          |
| 2000                     | Francisco Mancebo          | Aitor Osa                     | Dave Bruylandts        |          |
| 2001                     | Marcos Serrano             | Levi Leipheimer               | Manuel Beltrán         |          |
| 2002                     | Juan Miguel Mercado        | Joan Horrach                  | Leonardo Piepoli       |          |
| 2003                     | Francisco Mancebo          | Denis Menschow                | Alex Zülle             |          |
| 2004                     | Koldo Gil                  | David Navas                   | José Iván Gutiérrez    |          |
| 2005                     | Carlos García Quesada      | Francisco Pérez               | David Blanco           |          |
| 2006                     | Alekszandr Vinokurov       | Luis León Sánchez             | José Luis Rubiera      |          |
| 2007                     | Alberto Contador           | Koldo Gil                     | Juan José Cobo         |          |
| 2008                     | Alberto Contador           | Mauricio Soler                | Thomas Dekker          |          |
| 2009                     | Levi Leipheimer            | Alberto Contador              | David Zabriskie        |          |
| 2010                     | Alberto Contador           | Igor Antón                    | Ezequiel Mosquera      |          |
| 2011                     | Xavier Tondo               | Bauke Mollema                 | Igor Antón             |          |
| 2012                     | Javier Moreno              | Guillaume Levarlet            | Pablo Urtasun          |          |
| 2013                     | Rubén Plaza                | Francisco Mancebo             | Francesco Lasca        |          |
| 2014                     | David Belda                | Marcos García Fernández       | Sylwester Szmyd        |          |
| 2015                     | Pierre Rolland             | Beñat Intxausti               | Igor Antón             |          |
| 2016                     | Alejandro Valverde         | Pello Bilbao                  | Joni Brandão           |          |
| 2017                     | Jonathan Hivert            | Henrique Casimiro             | Richard Carapaz        |          |
| 2018                     | Rubén Plaza                | Carlos Barbero                | Eduard Prades          |          |
| 2019                     | Davide Cimolai             | Guillaume Boivin              | Jérôme Cousin          |          |
| 2020                     | abgesagt                   | abgesagt                      | abgesagt               | abgesagt |
| 2021                     | Matis Louvel               | Stefano Oldani                | Mauricio Moreira       |          |
| 2022                     | Simon Yates                | George Bennett                | Jonathan Lastra        |          |
| 2023                     | Eduardo Sepúlveda          | Felix Engelhardt              | Alex Molenaar          |          |
| 2024                     | Caleb Ewan                 | Davide Cimolai                | Jenthe Biermans        |          |
| 2025                     |                            |                               |                        |          |